# 矛叶合耳菊
矛叶合耳菊（学名：Synotis hieraciifolia）为菊科合耳菊属下的一个种。

## 扩展阅读
- 維基物種上的相關：矛叶合耳菊